# 花アリス
花 アリス（はな ありす、2001年〈平成13年〉12月12日 - ）は、日本のAV女優。エイトマンプロダクション所属。

## 経歴
2022年5月24日に悠紗 ありす名義で『新人NO.1STYLE 悠紗ありすAVデビュー』でエスワンよりAVデビュー。しかし、8月の『激イキ136回！痙攣5900回！イキ潮2600cc！最高にイイ女 エロス覚醒 大・痙・攣スペシャル』を最後に一旦引退となった。
そして2024年7月9日に花 アリスとして『最高にイイ女 花アリス 復活デビュー 1年半の禁欲を経て… 汗・潮・本気汁ダダ漏らし 正気を失う最大感度3本番』で約2年ぶりに復帰した。

## 人物
- 特技はピアノで小学校1年生から19歳までやっていて。『ホール・ニュー・ワールド』とか、ディズニーの曲が得意。趣味は美味しいものを食べること[1]。
- 中学高校はバドミントンをやっていた[1]。
- 保育士をめざしていたことがあったが、自分に向いていなくて美容系に興味を持ってそこからAVにも興味を持つ様になった[1]。
- AV女優になるきっかけは三上悠亜、深田えいみ、明日花キララが好きで自分も有名になりたいと思ったからだった[1]。
- 性に関しては好奇心はあったが、AVは自分が楽しむというよりも、見ている人に楽しさを伝えたり、興奮を伝えたりというのに興味を持っていた[1]。
- AVを初めて見たのは中学2年生の時だった[1]。
- 初体験は18歳の時で高校卒業と大学入学の間の春休みだった。相手は高校卒業する前から付き合っている彼氏[1]。
- 高校まではブラジャーのサイズはDカップだったが、彼氏が出来てからGカップに大きくなった[1]。
- AVデビュー作で初めてパイズリを経験した[2]。
- やってみたいことは制服モノと寝取りもの[2]。
- 芸名を花アリスにしたのは今の事務所と相談して、ありすを残したいのと映画『花とアリス』から取った[3]。
- 一度AV女優を引退したのはAV女優をしながら普通にお昼の仕事もやっていて、身バレを恐れてデビュー作がリリースする直前で辞めたいと申し出た、もう一度AVをやってみたいという気持ちが強くなって復帰した[3]。
- AVでやっていたことが刺激的で普通に生活してつまらなくなったのが復帰のきっかけになった[3]。
- 再デビュー作が禁欲ものだったが、あまりにも気持ちが良すぎて記憶が飛んでしまった[4]。
- 今後やってみたいことは同棲イチャラブもの[4]。

## 作品

### アダルトビデオ
悠紗ありす名義
- 新人NO.1STYLE 悠紗ありすAVデビュー（5月24日、エスワン）
- A最高にイイ女、悠紗ありすの初イキ！Gカップ性感開発3本番スペシャル（6月28日、エスワン）
- 交わる体液、濃密セックス 完全ノーカットスペシャル 悠紗ありす（7月26日、エスワン）
- 激イキ136回！痙攣5900回！イキ潮2600cc！最高にイイ女 エロス覚醒 大・痙・攣スペシャル 悠紗ありす（8月23日、エスワン）

花アリス名義
- 最高にイイ女 花アリス 復活デビュー 1年半の禁欲を経て… 汗・潮・本気汁ダダ漏らし 正気を失う最大感度3本番（7月9日、エスワン）
- アリス イン キメセクランド ただひたすらにG乳揺らされイカされ続けるエビ反り媚薬漬けノンストップ性交 花アリス（8月13日、エスワン）
- 「超やらかいのはお嫌いですか？」揉んで、挟んで、吸って、揺らして…柔らかさNo.1プルンップルン敏感Gカップ超堪能全8コーナーおっぱいspecial 花アリス（9月10日、エスワン）
- 高級ランジェリーメーカーに就職した私は出張先でセクハラ上司とまさかの相部屋に…丸出し過ぎるカップレス下着を着させられた羞恥性交 花アリス（10月8日、エスワン）
- 今でも忘れられない…少女からオトナにサレた日 あの夏の日のようにもう一度、全身を濃汁オヤジ達に舐め尽くされ廻される 花アリス（11月12日、エスワン）
- スレンダーG乳お姉さんが連続痴女テクで何度も搾り取ってくれる無限搾精メンエス 花アリス（12月10日、エスワン）

- 彼女のお姉ちゃん（誰もが二度見する神スタイル）が僕にベタ惚れ！？ほっっそいのに巨乳な大人の色気で毎日僕のオナニーを手伝ってくれちゃう！ 花アリス（1月14日、エスワン）
- おにいちゃん（45）の苦いくて甘い精子の味は、わたし（23）だけが知っています ご飯を食べさせ、服を脱がせ、体を洗い、チ●コを勃たせ、ひきこもりパラサイト中年男性な兄をひたすら献身的に搾精サポートしています 花アリス（2月11日、エスワン）
- 際どいVIO施術に勃起しちゃったら…サービス精神で優しくヌイてくれる綺麗でエッチなメンズ脱毛のお姉さん 花アリス（3月11日、エスワン）
- ディープキスも舌入れクンニもだいしゅきピストンも気持ちいいコトぜ～んぶ教えてくれるエッロい家庭教師お姉さんのマンツーマン個別性交レッスン 花アリス（4月8日、エスワン）
- 脚にぶっかけ、尻にぶっかけ、毎朝しつこく脚ガックガク痴●してやったら…彼氏よりも俺のテクの虜に。 花アリス（5月13日、エスワン）
- ボッキさせちゃってごめんね？従姉との混浴で僕のチ●ポはギンギンに！アリス姉ちゃんは責任感と優しさでコッソリ抜いてくれた。 花アリス（6月10日、エスワン）
- 金と時間と性欲がある若妻アリスさん（23歳）のラブホ4軒はしご不倫 花アリス（7月8日、エスワン）
- 憧れの美人上司が死ぬ程エロいオナニー配信者（Vtuber）だと部下の僕だけが気付いて… 花アリス（8月12日、エスワン）

### VR作品
- VR No.1 STYLE 最高にイイ女 花アリス 8KVR解禁「ノーカット版」エロス覚醒Special（9月17日、エスワン）

## 外部サイト
- 花アリス (@hana_alice0) - X（旧Twitter）
- エイトマン・花アリス

※以下は、18禁サイト
- エスワン・花アリス
- エスワン・悠紗ありす